# 김일손

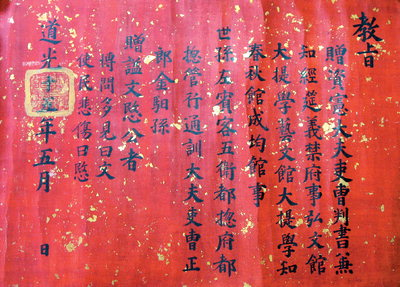
탁영교지(濯纓敎旨)

김일손(金馹孫, 1464년 2월 13일(음력 1월 7일)~1498년 8월 14일(음력 7월 27일))은 조선 성종·연산군 때의 문신이며 학자, 사관, 시인이다. 본관은 김해이며, 자는 계운(季雲), 호는 탁영(濯纓), 소미산인(少微山人)이다. 시호는 문민(文愍)이다.
성종 때 춘추관의 사관(史官)이 되어 스승 김종직이 쓴 조의제문(弔義帝文)을 세조를 비난한 목적으로 사초(史草)에 실었고 이 사실이 국문 도중에 드러나 처형된다.
호(號) 탁영(濯纓)은 ‘갓끈을 씻는 사람’이란 뜻으로서 초나라 굴원(屈原)의 ‘어부사(漁父詞)’ 중 “창랑의 물이 맑으면 나의 갓끈을 씻고, 창랑의 물이 흐리면 나의 발을 씻으리”에서 따온 것이다.

## 생애

### 출생과 가계
김일손은 1464년(세조 10) 경상북도 청도군 상북면 운계동에서 태어났다. 어머니 용인 이씨의 꿈에 세 용마(龍馬)를 보고 세 아들을 낳아, 아들의 이름을 모두 마(馬)변이 있는 글자를 넣어서 각각 준손(駿孫), 기손(驥孫), 일손(馹孫)이리 하였다. 아버지 김맹(金孟)은 세종조에 집현전 교리가 되었다가 계유정난에 사직하고 귀향하였다가 성종 때에 좌랑공신이 되었다. 벼슬은 사헌부 집의이다. 큰 형 김준손은 성종조에 홍문관 직제학을 지냈고 유배지에서 연산군의 학정을 규탄하는 격문을 선시하였고 작은 형 김기손은 사헌부감찰과 병조·이조좌랑, 창녕현감을 지냈으며, 효성의 귀감으로 후세에 알려지는 김극일(金克一 )의 손자이다.

### 성장기
1471년(성종 2년) 8세에 아버지 김맹이 예문관 봉교로 부임하자 외가 근처 용인 압고리(鴨皐里)에 이주했다.
형제들과 옥수정사(玉樹精舍)에서 〈소학〉·〈통감강목〉·사서(四書) 등을 배웠다. 1478년 15세에 성균관에 입학하고 같은 해 3월에 단양 우씨(丹陽 禹氏)와 혼인하였다.
1480년(성종 11년) 17세에 아버지의 노환으로 가족이 고향 청도에 돌아갔다. 생육신의 한사람인 이맹전의 문하에서 수학하다가 9월에 밀양의 점필재 김종직(金宗直)의 문하에 찾아가 그의 제자가 되었다. 그는 김굉필(金宏弼)·정여창(鄭汝昌)·강혼(姜渾)·남효온(南孝溫) 등과 사귀었다. 1483년 9월 11일 20세에 부친상을 당하였다. 
2년간 이맹전과 김종직의 문하에서 수학하다가 이맹전이 병사하자 김종직의 문하에서 생활하다시피 하며 그에게서 성리학과 글, 사물을 배웠다. 그 당시 사림의 대표적 으뜸이던 김종직의 문하생인 그는 오래 스승의 문하에서 수학하다가 1486년(성종 17년)에 초시에 합격하여 생원(生員)에 장원(壯元)으로 진사(進士)에서는 2등으로 합격하였다. 당시 대제학(大提學)이었던 서거정(徐居正)은 김일손을 비범한 사람이라며 극찬하였다. 

### 관료 활동

#### 과거 급제와 관료 생활 초반
상경한 뒤 같은 해 식년문과에 급제하였다. 처음 승문원(承文院)에 들어가 관직 생활을 시작해, 곧 정자(正字)로서 춘추관기사관(春秋館記事官)을 겸하였다. 승정원, 사간원, 사헌부 등의 관직을 두루 거쳤는데, 이는 청요직(淸要職)이었다. 
부인상을 당하고 그 뒤 모친 봉양을 위해 진주목학의 교수(敎授)로 나갔다 2년 동안 진주에 머물면서 진주목사 경대소(慶大素)를 비롯한 문인 30여 명이 촉석루(矗石樓)에서 진양수계(晉陽修禊)을 결성하였다. 병을 핑계로 교수직을 사임하고 고향에 돌아가 운계정사(雲溪精舍)를 열고 학문 연구에 몰두하였다. 
1489년(성종 20년)에 정여창(鄭汝昌)과 두류산(頭流山)을 유람하고 〈두류기행록(頭流紀行錄)〉을 남겼다.  충청도 목천에서 예안 김씨(禮山 金氏)와 재혼하였다. 같은 해 9월에 성종에게 치도(治道) 12항을 상소했다.

#### 언관 활동
1491년(성종 21년) 사가독서(賜暇讀書)를 했고, 뒤에 이조정랑(吏曹正郞)이 되었다. 주서(注書)·부수찬·장령·정언·이조좌랑·헌납·이조정랑 등을 두루 지냈다. 그는 주로 언관(言官)으로 있으면서 유자광(柳子光)·이극돈(李克墩) 등 훈구파(勳舊派) 학자들의 부패와 비행을 앞장서서 비판하였고, 한치의 굽힘이 없었다.
성종 때 춘추관 헌납(獻納) 재직시에 이극돈과 성준(成俊) 등이 새로 붕당의 분쟁을 일으킨다고 상소하여 이극돈을 비롯한 훈구파의 원한을 샀다. 그 뒤 질정관(質正官)으로 명나라에 파견되었을 때는 정유(鄭愈) 등의 중국 학자와 교유하며 사상을 주고 받고, 정유가 지은 〈소학집설 小學集說〉을 가지고 귀국하여 조선에 전파했다.
1495년(연산군 1년) 1월 충청도도사로 있을 당시 시국에 관한 시폐(時弊) 26개조를 상소하면서 소릉복위를 상소문을 올렸다. 3월 모친상을 당했다. 3년상을 마치고 1498년초 공직에 복귀했다.

#### 사관 활동
춘추관의 사관(史官)으로 있으면서 전라도관찰사 이극돈(李克墩) 등의 비행을 고뱔했고 윤필상 등의 부패 행위도 고발했다.
또한 세조 찬위의 부당성을 풍자하여 스승 김종직이 지은 <조의제문(弔義帝文)>을 사초에 실었다. <조의제문>은 그의 스승 김종직이 항우(項羽)가 초 회왕(懷王), 즉 의제(義帝)를 죽이고 찬탈한 것을 기록한 것으로, 초 의제를 조상하는 형식이었지만 실은 단종을 의제에 비유한 것으로 세조의 찬탈을 비판한 것이었다. 이 조의제문에 대해서 1498년(연산군 4년) 유자광·이극돈 등 훈구파가 일으킨 무오사화(戊午士禍) 때 그 결과로 김종직은 부관참시(剖棺斬屍)를 당하였고, 권오복(權五福)·권경유(權景裕)·이목(李穆) 등 사림파 여러 인물들과 함께 처형당하게 된다.
그의 언행 가운데 훈구파에서 문제로 삼았던 것은 덕종의 후궁인 소훈 윤씨(昭訓尹氏)에게 이유 없이 지나치게 많은 전민(田民)과 가사(家舍)를 내렸다고 세조의 실정을 비판한 점, 세조가 소훈 윤씨와 소의 권씨 등 장남 덕종의 후궁들을 범하려다 실패한 사건을 기록한 점, 〈조의제문〉을 그대로 사초에 기록한 점 등이다.

#### 학조 비판
학조가 왕실의 위세를 업고 해인사 주지를 자신의 수하로 갈아치운 사실을 기록한 것이 문제가 된 것이었다. 또한 학조가 세종의 아들인 광평대군과 영응대군의 땅과 백성들을 사취한 사실도 문제가 된 기록이었다. 승려 학조는 세조의 불사에 참여하여 총애를 받았고, 세조의 측근인 공신 김수온의 형제였다.
영응대군 부인 송씨는 군장사란 절에 올라가 설법을 듣다가 계집종이 깊이 잠들면 학조와 사통을 했다. 그는 학조와 대방군부인 송씨의 간통 사실을 성종의 면전에서 직접 언급하며 이를 비판하였다.

### 생애 후반

#### 훈구파 비판
그는 세조의 꿈 때문에 어이없이 부관참시된 단종의 어머니인 현덕왕후(顯德王后)의 소릉(昭陵)을 복구할 것을 주장하였고, 황보 인(皇甫仁)·김종서(金宗瑞) 등을 절의를 지킨 인물로 평가하고, 숙의권씨(淑儀權氏)의 노비와 토지를 권람(權擥)이 가로챘다고 비판하였다. 이러한 그의 비판은 동료들로부터도 위험한 것으로 여겨져 정광필이나 남곤, 김굉필, 김전, 김안국 등은 그런 신랄한 지적을 한 그에게 되도록 외부에 발설하지 말라고 충고하거나, 오히려 그를 나무라고 질책했다.
그의 직언을 비판한 정광필과 김안국, 남곤, 김전, 김굉필 등은 살아남았지만, 그의 직언에 동조했거나 긍정적이었던 김종직의 문하생들은 대부분 무오사화와 갑자사화로 희생된다.
세조비 정희왕후 윤씨의 상중에 전라도관찰사 이극돈이 장흥의 관기(官妓)을 가까이 했던 사건, 뇌물을 받은 사건, 세조 앞에서 불경을 잘 외워 출세했다는 일을 사초에 기록했다. 
이극돈이 실록청의 당상이 되어 사초를 살펴보니, 자신에 대한 좋지 않은 평가가 그대로 실려 있는 것을 보고  사초의 내용을 빼줄 것을 요구하였으나 김일손은 이를 단호하게 거절한다.

#### 무오사화와 죽음
앙심을 품은 이극돈은 세조의 총신이었던 유자광(柳子光)과 사초 문제를 논의했다. 유자광은 당시의 훈구 대신들과 이 문제를 논의한 후, 1498년 《성종실록》을 편찬할 때 스승 김종직이 쓴 조의제문을 사초에 실은 사실을 노사신·한치형·윤필상·신수근·유자광 등을 통해 연산군에게 알렸다. 이 글은 세조를 비방하고, 노산군의 억울한 죽음을 애도하는 내용을 담고 있었다.
사초를 본 연산군은 진노하여 김일손을 붙잡아오도록 명했다. 세조 대의 일을 함부로 사초에 썼다는 것이 그 이유였다. 김일손은 당시 고향에 내려가 병 치료 중이었으나 체포되어 심한 고문을 받았고 결국 대역죄로 몰려 7월 광통방(廣通坊)에서 능지처참되었다. 그의 스승 김종직은 부관참시되었으며 권경유·권오복·허반 등 다른 많은 사류도 화를 입었다.
이 일을 무오사화라 한다. 이를 계기로 세조 때 등장하여 성종 때에 세력을 확장해나가던 신진 사림은 집권층인 훈구파에게 대대적으로 숙청되었다.

### 사후
김일손이 형벌을 당할 때, 그의 고향에 있는 냇물이 별안간 붉게 물들어 3일 동안이나 되돌아오지 않았다고 한다. 이에 그 냇물은 붉은 시내라는 뜻의 자계(紫溪)라 불리게 되었다.
연산군은 1504년(연산군 10)에 갑자사화 때 ‘김일손의 집 땅을 깎아 평평하게 하라’고 명하고 아버지 김맹(金孟)을 부관참시하고, 그의 첩자 김청이(金淸伊)·김숙이(金淑伊)는 효수형에 처해졌다. 그의 가족이 멸문지화(滅門之禍)를 당해 부인 김씨(金氏)가 조카 김대장(金大壯)을 후사(後嗣)로 삼았다.
중종반정 이후 신원되었고, 문민(文愍)이라는 시호가 내려졌으며, 중종 때 직제학, 현종 때 승정원 도승지, 순조 때 이조참판에 각각 추증되었다. 경상북도 청도의 자계서원(紫溪書院), 경상남도 함양의 청계서원(靑溪書院), 충청남도 목천(木川)의 도동서원(道東書院) 등에 배향되었다. 문집에 《탁영문집》이 있다.
그는 거문고를 좋아했고 능숙한 연주가였다.
그가 남긴 거문고는 탁영금이라고 해서 귀중한 유물이다. 김일손이 타던 거문고는 1490년경 만든 것으로 추정되며, 옛 선비들이 사용한 악기로는 유일하게 국가문화재(보물)로 지정되었다.

## 저서
- 《탁영문집》
- 《회로당기》
- 《속두류록》

## 평가와 비판

### 긍정적 평가
일찍이 스승인 김종직을 닮아 사장(詞章)에 능했으며, 당시 고관들의 불의와 부패를 규탄하였다.
패관잡기에는 그를 평하기를 "계운(季雲·김일손의 자)은 참으로 세상에 드문 선비였으나, 불행한 시대를 만나 화를 입고 죽었다"고 애석해 했다. <사우명행록>(師友名行錄)은 "공은 참으로 세상에 드문 재주요, 묘당(廟堂)의 그릇이었다. ...(이하 중략)... 인물을 시비하고 국사를 논의함은 마치 청천백일 같았다. 애석하도다. 연산군이 어찌 차마 그를 거리에 내놓고 죽였는가"라고 하였다.
지족당 남곤은 그의 문장력과 시 재주가 동문 수학들 중에서는 가장 뛰어났는데, 불행하게도 일찍 죽음을 당했다며 항상 애통해하였다.
남효온은 ‘김일손은 세상에 보기드문 자질을 타고났으며, 종묘에서 사용할 수 있는 그릇’이라고 추켜세웠다.
남명 조식은 그에 대해 “살아서는 서리를 업신여길 절개(凌霜之節)가 있었고, 죽어서는 하늘에 통하는 원통함이 있었다”고 하면서 그의 죽음을 안타까워했다.
1668년 노론의 영수 우암 송시열은 "탁영선생은 문장과 절행으로서 한 시대의 으뜸이었던 분인데 불행하게도 연산군을 만나 동시(東市)에서 처형당하는 화를 입었고, 그 화는 온 사림(士林)에 미치었다. 지금도 당시의 일을 말할 때면 기가 막히고 목이 메지 않는 사람이 없다. 중국 사람들까지도 칭찬하여 말하길 ‘동국(東國)의 한유’라 하였다."라고 탁영선생문집 서문을 지었다.

### 부정적 평가
그러나 과격하다는 비판도 있다. 후대에 월정 윤근수가 지은 <월정만필>에 의하면 "김일손이 정광필과 양남어사(兩南御史)가 되어 용인의 객관에 같이 묵었을 때 ‘시사를 논하는데 강개하여 과격한 말을 많이 했다"고 전한다. 정광필 등은 그가 너무 과격하다며 이를 나무랐다고 한다.

## 사상과 신념
- 立異以爲高 君子不取(입이이위고 군자불취) : 남다름을 대단하게 보는 것은 군자가 할 바가 아니다.[6]

### 사장(詞章) 중시
김종직의 문인 중에는 김굉필·정여창 등과 같이 경학(經學)을 중시하면서 ‘수기(修己)’를 지향하는 계열과,
남효온·조위 등과 같이 사장(詞章)을 중시하면서 ‘치인(治人)’을 지향하는 계열이 있었는데, 김일손은 후자의 대표적 인물이었다.
그는 일찍이 스승 김종직을 닮아 사장(詞章)에 능통했다.
| “ | 두류시(頭流詩) 푸른 물결 넘실넘실 노젓는 소리 부드러워 옷소매 스치는 맑은 바람 가을인양 서늘하다. 머리 돌려 다시 보니 정말 그 모습 아름다워 한가한 구름 흔적 없이 두류산을 넘어가네. | ” |

지리산 유람 때 지은 시
| “ | 도한강(渡漢江) 말 한마리 느릿느릿 한강을 건너는데 꽃잎은 물결 따라 흐르고 버들은 찡그린 듯하네. 미천한 신하 이제 가면 언제 다시 오겠는가 그래도 고개 돌려 남산을 돌아보니 이미 봄은 저물었더라. | ” |

사직을 청하고 낙향하면서 지은 시
한편, 현실 대응 자세는 매우 과감하고 진취적이었다. 예컨데 소릉 복위 상소나 조의제문을 사초에 수록한 사실 등에서 정치적 성향을 엿볼 수 있다. 이는 세조의 즉위 사실 자체와 그로 인해 배출된 공신의 존재 명분을 간접적으로 부정한 것으로서, 당시로서는 극히 모험적인 일이었다.

### 외금내고(外今內古) 자세
1493년(성종 24년) 겨울 독서당에서 공부하다 틈날 때 마다 거문고를 배웠는데, 권오복이 물었다. “여러분께서는 옛것을 좋아하면서 왜 오현금이나 칠현금을 곁에 두지 않습니까?" 김일손이 답하기를 “지금의 음악은 옛날 음악에 말미암은 것이오. 소강절이 옛날 옷인 심의를 입지 않고 ‘지금 사람은 마땅히 지금의 옷을 입어야 한다’ 고 했는데, 나는 이 말을 취한 것이오”
김일손은 지금의 육현금만 고집했던 것은 아니었다. 육현금을 독서당에 비치해 두었고, 또 오현금을 집안에 두었다. 어떤 손님이 보고 의문하니 김일손이 답하기를 “겉으로는 지금의 것을, 마음으로는 옛것을 따르고자 합니다.”

### 공납의 폐단 비판
지리산 기행문 《속두류록》에 깊은 산중에까지 미친 시정의 폐단에 눈살을 찌푸리는 광경을 서슴 없이 기술하고 있다.
하동 오대사 인근 주민들이 이정의 횡포로 번잡한 조세와 과중한 부역에 시달린다고 하소연하였고, 지리산에 잣이 많이 난다는 속설을 믿고 해마다 관청에서 잣을 독촉하느라 주민들이 산지에서 사다가 공물로 충당한다는 사실을 숨김 없이 토로하였다.
또한 하동 쌍계사에 들렀을 때는 관청에서 은어를 잡는데, 불어난 물로 여의치 않자 승려들에게 살생에 필요한 물건들을 준비하라 재촉하는 모습 등 기술하였다.
또한 굶주림을 이기지 못한 산속 백성들이 밭을 일구려고 좌방사 앞의 밤나무를 도끼로 찍어 남긴 것을 본 탁영의 “높은 산 깊은 골까지 개간하여 경작하려 하니, 나라의 백성이 많아진것이다. 그렇다면 그들의 생활을 넉넉하게 하고, 그들을 교화시킬 방도를 생각해야 할 것이다”라는 말에서 현실적이고 합리적인 사고를 중시하는 조선 초기 신진학자의 의식세계를 가졌다.

## 김일손이 등장한 작품

### 드라마
- 1994년 - KBS2《한명회》 (미상)
- 1994년 - KBS 《역사의 라이벌》 (박진성)
- 1998년 - KBS《왕과 비》 (이경영)
- 2000년 - SBS 《왕과 나》 (전진우)
- 2011년 - JTBC 《인수대비》 (미상)

### 영화
- 2015년 - 《간신》 (최일화)

## 관련 문화재

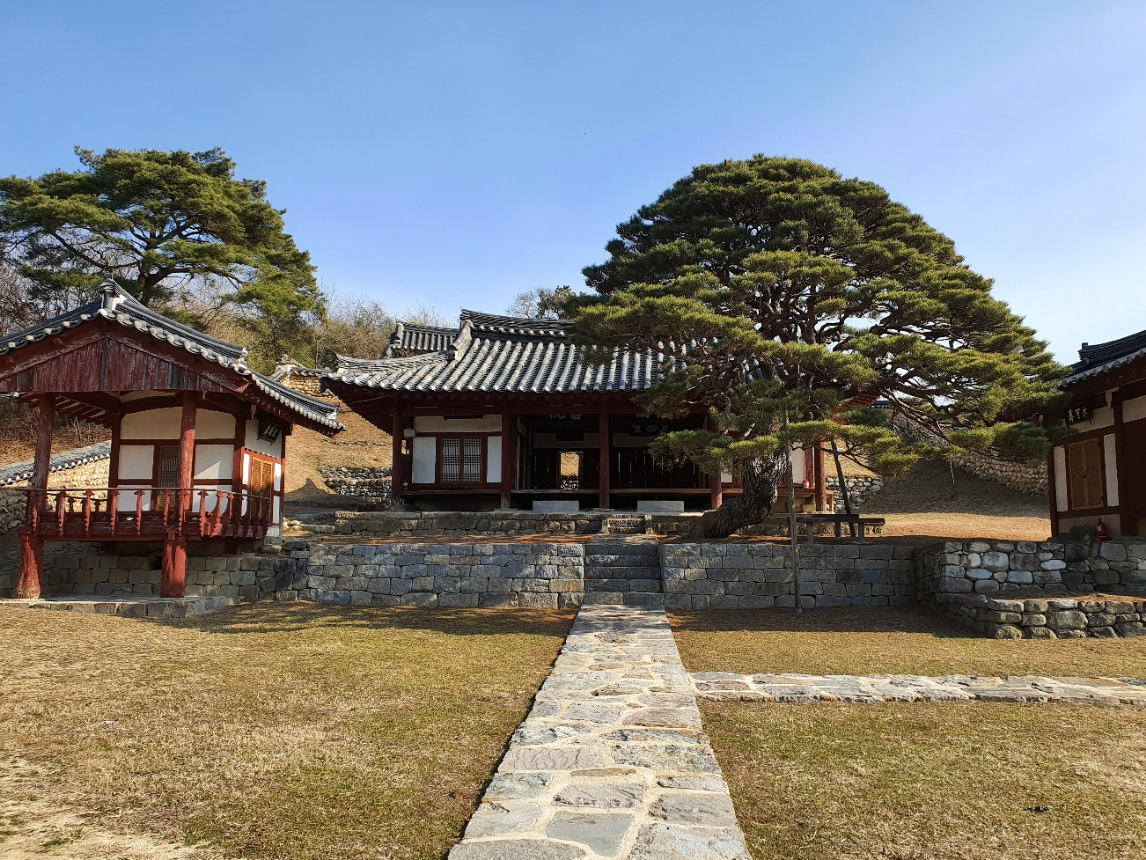
함양 청계서원

- 자계서원 : 경북 청도군 이서면 자계서원길 17-7
- 청계서원 : 경남 함양군 수동면 수동2길 74
- 사동서원 : 전북 장수군 산서면 사창길 35
- 탁영종택 : 경상북도의 기념물 제161호
- 탁영금 : 보물 제957호
- 탁영종택문적 : 대구광역시 시도유형문화재 제27호
- 탁영대 : 경남 하동군 화개면 범왕리 산128
- 진양수계서 : 경남 진주시 남강로 626

## 기타

### 학맥
학통상으로는 정몽주의 학파였다. 학맥상으로는 백이정과 안향에게까지 거슬러 올라가는데, 백이정, 안향→이제현→이색→정몽주→길재→김숙자→김종직→김일손으로 이어진다.
백이정, 안향→이제현→이색→정도전

　　　　　　　　　　　　　→이숭인

　　　　　　　　　　　　　→정몽주→권근

　　　　　　　　　　　　　　　　　　→권우→세종대왕

　　　　　　　　　　　　　　　　　　　　　→정인지

　　　　　　　　　　　　　　　　　　→길재→김숙자→김종직→정여창

　　　　　　　　　　　　　　　　　　　　　　　　　　　　　→김굉필→조광조

　　　　　　　　　　　　　　　　　　　　　　　　　　　　　　　　　→김안국

　　　　　　　　　　　　　　　　　　　　　　　　　　　　　　　　　→김정국

　　　　　　　　　　　　　　　　　　　　　　　　　　　　　→주계부정 이심원

　　　　　　　　　　　　　　　　　　　　　　　　　　　　　→김일손

　　　　　　　　　　　　　　　　　　　　　　　　　　　　　→김전

　　　　　　　　　　　　　　　　　　　　　　　　　　　　　→남곤

### 남곤의 추도시
남곤은 그의 동문이자 친구였으며 같은 스승 김종직의 문하에서 공부했다. 무오사화로 죽임을 당한 탁영(濯纓) 김일손의 묘를 중종반정 후 이장할 때 남곤은 글을 지어 "공(公)은 참으로 세상에 드문 재주요 묘당(廟堂)의 그릇이었다. 소장(疎章)과 차자(箚子)의 문장이 넓고 깊음이 큰 바다와 같았고, 인물은 시비하고 국사를 논함이 마치 청천백일(靑天白日) 같았다. 애석(哀惜)하도다 연산군이 어찌 차마 그를 거리에 내놓고 죽였는가, 공은 실로 세상에 드문 선비였다.불행한 때를 만나 화(禍)를 입고 죽었구나" 하고 애석해 하면서 만시(輓詩)를 지었다.
귀신(鬼神)은 아득하고 어두운데 천도는 진실로 알기도 어렵구나.
귀신도 천도는 좋아하고 미워함이 인간과는 달라 화와 복을 항상 거꾸로 베푸나니,
길고 긴 이 우주(宇宙)에 오래 사나 짧게 사나 하루살이와 같은 것이라.
촉루의 즐거움이 인간의 임금보다 나은지 어찌알랴,
달관으로 한 웃음에 부치니 뜬 구름처럼 아득하다.
다만 아깝기는 세상에 이름난 사람은 한번 나기 매양 어렵도다.
 수백년을 걸려서야 겨우 한번 보게되네.
 그를 보고도 성취시키지 못하니 태평의 다스림을 어느 때에나 보랴,
 나의 난 것이 무슨 다행으로 그대와 동시였네,
 서한시대(西漢時代)의 문장이요,송(宋)나라 원풍(元豊), 희녕(熙寧)시대의 인물이었네,
정치의 잘못됨을 한 숨 쉬고 통곡(痛哭)하며,
옳은 일이라면 용감(勇敢)히 하였도다.
 강관의 무리들이 옆에서 이를 갈며 엿보는 줄 어찌 알았으랴,
 큰 칼 쓴 죄인으로 문득 사형장(死 刑場)으로 가란 말가,
 세상 만사에 없는 일이 없구나,
 동해 바다가 끝없이 너르네,
 지금은 세상이 바로 되어가 혹한 법도 풀어져 선하고 악한 것이 구별이 되네,
 어찌 무오년의 원통(寃痛)함은 아직도 신설(伸雪)하지 못하는고,
춘추의 필법에는 내 임금의 허물을 위(諱)하는 예가 있어
 정공(定公).애공(哀公)의 기록에는 숨긴 말이 많다하나 이렇게 춘추(春秋)를 지은 성인(聖人)은 하늘과도 같아서 후세 사람 따를 바 못되고,
붓을 잡아 들은대로 쓰는 것은 사가(史家)의 상례이다.
 들은바 가 바르고 틀림이 있다해도 그것은 사람의 사견(私見)이다.
 그것을 정리 편찬하는 데는 실록청(實錄廳)이 있으니
 허위로 된 것이면 깎으면 그만인데
 다만 뱃속의 칼이 터럭속의 흠터를 찾아냈네.
 위(魏)나라 사람들이 국악(國惡)을 써서 길거리 에 보인 것과는 비할 것도 아니로다.
 벼슬 자리에서 직무(職務)를 행하지 못했다면 그 죄는 매를 치면 될 것이요
,현능한 인재에는 특별히 용서하고 감형하는 옛 법도 있는 바다.
 이런 말씀 아뢰어 임금의 의혹을 풀어드릴이 없구나.
 세월도 10년을 넘게되니 식자들의 가슴에 영원한 슬픔이여,
파타성(跛타城) 성동의 낮은 언덕 초라하여 시체 감출곳 되지 못하네
 사랑하는 자질들이 좋은 땅 가려 이장 (移葬)하려 하도다.
 그대는 지금 하늘 위에서 굽어보면 먼지만 자욱하리.
 솔개나 굼벵이를 택하지 않거든 하물며 이땅저땅 상관하랴마는
 인간에서 구구하게 성묘 (省墓)하고 제사(祭祀)드리기 편함을 취함이네.
처량하다 목천현(木川縣)에 구불 구불한 산기슭,
 후일에 도지(圖誌)를 편찬(編纂)할 때 이 무덤 기록하여 빼지마오.

## 가계
6대 조부 김관(金管)은 불교를 배척하고 유학 진흥에 공헌한 선비이다. 증조부 김서(金湑)가 청도에 터를 잡아 대대로 정착하는 기틀을 마련하였다. 할아버지는 김극일(金克一)로 길재(吉再)에게 수학했고 효성이 지극하여 절효(節孝)라고 일컬어졌다. 아버지는 남계 김맹(金孟)으로 김숙자(金叔滋) 문하에서 공부하였다. 또한 형인 김준손(金駿孫)과 김기손(金驥孫)도 정시(庭試)에 합격함으로써 가문 전체가 당대에 이름을 떨쳤다. 김일손의 가계는 영남 사림의 정통적인 맥과 흐름을 같이하고 있는데, 이러한 가문 배경으로 인해 어려서부터 도학과 문학에 쉽게 접할 수 있었다.

### 선대
- 조부 : 김극일(金克一, 1382년(우왕 8년)∼ 1456년(조선 세조 2년))
- 조모 : 경주 이씨(慶州李氏) - 한성부판윤(漢城府判尹) 이간(李暕)의 딸
  - 아버지 : 김맹(金孟, 1410년(태종 10년) ~ 1483년(성종 14년)) - 이조참판(吏曹參判)
  - 전모 : 진주 정씨(晉州鄭氏) - 집현전한림(集賢殿翰林) 정중건(鄭仲虔)의 딸
    - 이복 누나 : 김진경(金震卿)[7]에게 출가
      - 조카 : 김영(金英)

  - 생모 : 용인 이씨(龍仁李氏) - 형조참의(刑曹參議) 이양(李讓)의 딸, 공조전서(工曹典書) 이중순(李中順)의 증손
    - 누나 : 윤기분(尹起汾)에게 출가
      - 조카 : 윤수(尹燧)
      - 조카 : 윤돈(尹燉)

    - 누나 : 조건(趙鍵)[8]에게가출가
      - 조카 : 조여우(趙如愚)
      - 조카 : 조여회(趙如晦)
      - 조카 : 곽당(郭塘)에게 출가

    - 형 : 김준손(金駿孫,[주해 1] 1454년 ∼ 1508년)
    - 형수 : 전주 이씨(全州李氏)- 이설(李設)의 딸, 자녀를 두지 못했다.
    - 형수 : 제주 고씨(濟州高氏)- 첨정(僉正) 고태익(高台翼)의 딸, 한성부윤(漢城府尹) 고득종(高得宗)의 손녀, 상호군(上護軍) 고봉지(高鳳智)의 증손
      - 조카 : 김대유(金大有, 1479년 ~ 1551년), 호는 삼족당(三足堂)

    - 형수 : 남원 양씨(南原梁氏) - 직장(直長) 양보(梁普)의 딸, 판상서(判尙書) 양우룡(梁友龍)의 증손
      - 조카 : 김대장(金大壯) - 계부 김일손에게 입양
      - 조카 : 김대축(金大畜, 1496년 ~ 1563년)
      - 조카 : 김대아(金大雅, 1498년 ~ 1576년)
      - 조카 : 이공권(李公權)에게 출가

    - 형 : 김기손(金驥孫, 1456년 ∼ 1493년) -  병조좌랑(兵曹佐郞)
    - 형수 : 흥해 최씨(興海崔氏) - 직제학(直提學) 최연(崔淵)의 딸, 현감(縣監) 최윤(崔潤)의 손녀, 대사성(大司成) 최강(崔康)의 증손

### 부인과 후손
- 초배 : 단양 우씨(丹陽禹氏) - 병조참판(兵曹參判) 우극관(禹克寬)의 딸, 역동(易東) 우탁(禹倬)의 6세손, 형조참의(刑曹參議) 이양(李讓)의 외손
- 후배 : 예안 김씨(禮安金氏) - 참판(參判) 김미손(金尾孫)의 딸, 장령(掌令) 김신(金新)의 손녀, 이조참판(吏曹參判) 김숙량(金叔良)의 증손
  - 양자 : 김대장(金大壯, 1493년 ∼ 1549년) - 창녕현감(昌寧縣監)
  - 며느리 : 남원 양씨(南原梁氏)- 현감(縣監) 양치준(梁治準)의 딸
    - 손자 : 김갱(金鏗) - 사헌부 지평(司憲府 持平)
    - 손부 : 밀양 박씨(密陽朴氏) - 병재(甁齋) 박하징(朴河澄)의 딸, 부사직(副司直) 박승원(朴承元)의 손녀, 소고(嘯皐) 박건(朴乾)의 증손
      - 증손녀 : 김심(金審)[9]에게 출가
        - 외현손 : 김자준(金自俊)
        - 외현손 : 곽경득(郭景得)에게 출가
        - 외현손 : 신순우(辛舜佑)에게 출가
        - 외현손 : 조열(曹悅)에게 출가
        - 외현손 : 김극해(金克諧)에게 출가
        - 외현손 : 우배선(禹拜善)에게 출가

      - 증손녀 : 이렴(李濂)[주해 2][10]에게 출가
        - 외현손 : 이상(李瑺)
        - 외현손 : 이현(李玹)

    - 손자 : 김장(金鏘) - 충좌위사과(忠佐衛司果)
    - 손부 : 전주 류씨(全州柳氏) - 사과(司果) 류세봉(柳世鳳)의 딸, 대사헌(大司憲) 류헌(柳軒)의 손녀, 직제학(直提學) 류극서(柳克恕)의 6세손
      - 증손 : 김치삼(金致三, 1560년 ∼ 1625년) - 사첨시 참봉(司瞻寺 參奉)
      - 종손부 : 고성 이씨(固城李氏) - 이벽(李碧)의 딸, 이교(李郊)의 손녀, 모헌(慕軒) 이육(李育)의 증손, 좌의정(左議政) 이원(李原)의 현손, 참판(參判) 박영(朴穎)의 외손
        - 현손 : 김선경(金善慶) - 통례원좌통례(通禮院左通禮)
        - 현손 : 이지영(李之英)에게 출가
        - 현손 : 조이수(曺以需)에게 출가

      - 증손 : 유광선(柳光先)[11]에게 출가
        - 외현손 : 유익원(柳益源)
        - 외현손 : 유익청(柳益淸)
        - 외현손 : 김할(金劼)에게 출가

      - 증손 : 김류(金瀏)에게 출가
        - 외현손 : 김지성(金之聲)
        - 외현손 : 이선현(李善玄)에게 출가

      - 증손 : 조기엽(趙起曄)에게 출가

    - 손녀 : 안굉(安宏)[12]에게 출가
      - 외증손 : 안극충(安克忠)

    - 손자 : 김령(金鈴, 1520년 ~ 1607년) - 부호군(副護軍)
    - 손부 : 밀양 박씨(密陽朴氏) - 박언정(朴彦貞)의 딸, 소요당(逍遙堂) 박하담(朴河淡)의 후손
    - 손부 : 한양 조씨(漢陽趙氏) - 조창호(趙昌浩)의 딸
      - 증손 : 김계우(金啓遇, 1562년 ~ 1622년) - 훈련원판관(訓鍊院判官)
      - 증손 : 김계무(金啓務, 1565년 ~ 1628년) - 훈련원첨정(訓鍊院僉正)
      - 증손 : 김계상(金啓常, 1567년 ~ 미상) - 태인현감(泰仁縣監)
      - 증손 : 김수원(金秀源, 1569년 ~ 1630년) - 내금위장(內禁衛將), 단원(檀園) 김홍도(金弘道)의 선조
      - 증손 : 배인권(裵仁權)에게 출가
      - 증손 : 박장수(朴章秀)에게 출가
      - 증손 : 양기문(梁起門)에게 출가

## 참고 문헌
- 성종실록
- 연산군일기
- 대동야승
- 연려실기술